# Gangsta Lovin'
«Gangsta Lovin'» es el sencillo principal del tercer álbum de estudio de Eve, Eve-Olution (2002). La canción presenta una colaboración con la cantante Alicia Keys y se lanzó en julio de 2002. El tema se convirtió en el segundo éxito número dos consecutivo de Eve en el Billboard Hot 100, así como en su tercer éxito consecutivo entre los 10 primeros en el Reino Unido.

## Antecedentes y lanzamiento
Cuando se le preguntó en una entrevista por qué eligió a Keys para estar en la canción, Eve dijo: «Amo a Alicia, quiero decir, creo que tiene un talento increíble y necesitaba una chica en la canción, y ¿por qué no Alicia Keys?». El coro contiene elementos ca de la canción de 1981 de Yarbrough and Peoples «Don't Stop the Music», que también se utilizaron en la canción de Common de 1997 «All Night Long» con Erykah Badu.

## Video musical
El video dirigido por Little X, comienza con chicas poniendo comida en sus platos desde una mesa de buffet con camisetas que dicen "Eve", "&", "Alicia", "In" y "Gangsta Love". Luego va a una piscina donde Eve y Keys están sentados en sillas de playa. Eve está mirando a un hombre en el que está claramente interesada. Luego, el video se apaga y muestra la escena de la piscina, una escena en una habitación donde Eve está rapeando sola y una habitación donde Keys está cantando sola. Para el segundo verso, Eve entra a una fiesta donde está el hombre que le interesa. El hombre llama la atención de Eve y se sonríen el uno al otro. En el coro, los muestra hablando e intercambiando números de teléfono. Al comienzo del tercer verso, Keys y Eve están en la misma habitación. Se muestra al hombre llamando a Eve, y Eve va a la playa y se sienta con él. Keys se encuentra en la playa cantando sola. Eve y el hombre caminan juntos por la playa. Al final, se muestra a Eve y Keys con camisetas de Gangsta Love.

## Listas y formatos
Estados Unidos CD y 12-pulgadas vinilo
1. «Gangsta Lovin» (con Alicia Keys)
2. «Satisfaction» (snippet)
3. «Party in the Rain» (snippet con Mashonda)
4. «Double R What» (snippet con Jadakiss y Styles)
5. «Neckbones» (snippet)

Australia CD
1. «Gangsta Lovin» (con Alicia Keys) – 3:59
2. «U Me & She» – 3:52
3. «Let Me Blow Ya Mind» (Stargate remix con Gwen Stefani) – 3:33
4. «Who's That Girl?» (instrumental) – 4:41

Europa CD
1. «Gangsta Lovin» (con Alicia Keys) – 3:59
2. «U Me & She» – 3:52

Reino Unido CD y casete
1. «Gangsta Lovin» (con Alicia Keys) – 4:01
2. «Who's That Girl?» – 4:41
3. «Gangsta Lovin» (instrumental) – 4:00

Reino Unido 12-pulgadas vinilo
1. «Gangsta Lovin» (con Alicia Keys) – 4:01

A2. «Gangsta Lovin» (instrumental) – 4:00
B1. «Who's That Girl?» – 4:41

## Posicionamiento en listas
| Listas (2002)                          | Mejor posición |
| -------------------------------------- | -------------- |
| Alemania (Official German Charts)      | 21             |
| Australia (ARIA)                       | 4              |
| Australia Urban (ARIA)                 | 1              |
| Austria (Ö3 Austria Top 40)            | 41             |
| Bélgica (Ultratop 50) Flanders         | 18             |
| Bélgica (Ultratop 50) Wallonia         | 13             |
| Dinamarca (Tracklisten)                | 13             |
| Escocia (Official Charts Company)      | 11             |
| Estados Unidos (Billboard Hot 100)     | 2              |
| Estados Unidos (Hot R&B/Hip-Hop Songs) | 2              |
| Estados Unidos (Hot Rap Songs)         | 2              |
| Estados Unidos (Mainstream Top 40)     | 2              |
| Estados Unidos (Rhythmic)              | 2              |
| Europa (European Hot 100 Singles)      | 7              |
| Finlandia (Suomen virallinen lista)    | 6              |
| Francia (SNEP)                         | 20             |
| Hungría (Single Top 40)                | 10             |
| Irlanda (IRMA)                         | 15             |
| Italia (FIMI)                          | 14             |
| Noruega (VG-lista)                     | 5              |
| Nueva Zelanda (RMNZ)                   | 7              |
| Países Bajos (Dutch Top 40)            | 8              |
| Países Bajos (Single Top 100)          | 8              |
| Reino Unido (UK Singles Chart)         | 6              |
| Reino Unido (UK R&B Singles)           | 1              |
| Rumania (Airplay 100)                  | 93             |
| Suecia (Sverigetopplistan)             | 10             |
| Suiza (Schweizer Hitparade)            | 6              |

| Listas (2002)                          | Mejor posición |
| -------------------------------------- | -------------- |
| Australia (ARIA)                       | 40             |
| Australia Urban (ARIA)                 | 16             |
| Bélgica (Ultratop 50) Wallonia         | 87             |
| Estados Unidos (Billboard Hot 100)     | 19             |
| Estados Unidos (Hot R&B/Hip-Hop Songs) | 28             |
| Estados Unidos (Hot Rap Songs)         |                |
| Europa (Eurochart Hot 100)             | 84             |
| Países Bajos (Dutch Top 40)            | 70             |
| Países Bajos (Single Top 100)          | 89             |
| Reino Unido (UK Singles Chart)         | 128            |
| Suiza (Schweizer Hitparade)            | 67             |

## Certificaciones
| País (organismo certificador) | Certificación | Unidades certificadas |
| ----------------------------- | ------------- | --------------------- |
| Australia (ARIA)              | Platino       | 70 000                |

## Historial de lanzamiento
| País           | Fecha                    | Formato                         | Discográfica | Ref           |
| -------------- | ------------------------ | ------------------------------- | ------------ | ------------- |
| Estados Unidos | 1 de julio de 2022       | Rhythmic contemporary radio     | Ruff Ryders  | [ 51 ]        |
| Estados Unidos | 8 de julio de 2022       | Contemporary hit y urban radio  | Ruff Ryders  | [ 52 ]        |
| Australia      | 23 de septiembre de 2002 | CD                              | Ruff Ryders  | [ 53 ]        |
| Reino Unido    | 23 de septiembre de 2002 | 12-pulgadas vinilo, CD y Casete | Ruff Ryders  | [ 54 ] [ 55 ] |